# أنتوني إس. باكستر
أنتوني إس. باكستر (بالإنجليزية: Anthony Baxter)‏ هو مذيع بريطاني، ولد في 1 مايو 1982 في روتشديل في المملكة المتحدة.